# Сливница (Благоевградская область)
Сливница (болг. Сливница) — село в Благоевградской области Болгарии. Входит в состав общины Кресна. Находится примерно в 3 км к югу от центра города Кресна и примерно в 37 км к югу от центра города Благоевград. По данным переписи населения 2011 года, в селе  проживало 599 человек, преобладающая национальность — болгары. Село расположено в горном массиве Малешевска-Планина.

## Население
| Год     | 1934 | 1946 | 1956 | 1965 | 1975 | 1985 | 1992 | 2001 | 2011 |
| ------- | ---- | ---- | ---- | ---- | ---- | ---- | ---- | ---- | ---- |
| Жителей | 98   | 209  | 303  | 646  | 700  | 680  | 687  | 623  | 599  |

|  |